# Arena (Joensuu)

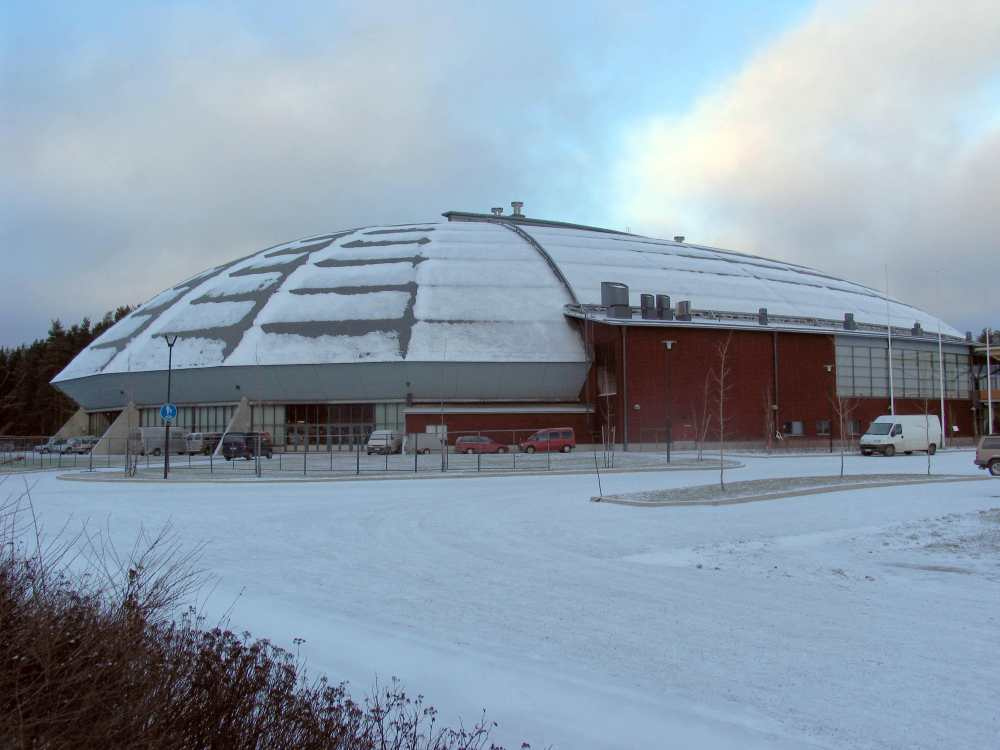
A Arena de Joensuu.

A Arena da cidade de Joensuu, na Finlândia, suporta cerca de 7.000 pessoas e é o maior centro esportivo da cidade; a capacidade pode ser estendida para 9.000 pessoas para apresentações musicais.
A arena foi inaugurada pelo político local Paavo Lipponen em 17 de março de 2004, possui grama artificial que pode ser retirado, deixando um solo de gelo, podendo assim ser usada para futebol, hóquei e muitos outros esportes.